# Villa Pallavicino
Villa Pallavicino es una residencia histórica de Salerano Canavese cerca de la ciudad de Ivrea en Piamonte.

## Historia
El palacete fue construido como elegante residencia de veraneo del marqués Giuseppe Pallavicino Mossi a comienzos del siglo XX.
En 1995, tras la muerte de la última descendiente de los marqueses Pallavicino Mossi, la condesa Bianca, la finca fue puesta a la venta varias veces, cambiando un igual número de dueños. Largas reformas de renovación todavía quedan inconclusas.

## Descripción
La finca se encuentra en posición panorámica con vistas sobre el anfiteatro morenico de Ivrea y las montañas del Valle de Aosta. Tiene una planta en forma de "C" y se desarrolla en dos plantas más un ático. Presenta un estilo Segundo Imperio.